# كولن جاكسون (لاعب كرة قدم)
كولن جاكسون (بالإنجليزية: Colin Jackson)‏ (8 أكتوبر 1946 بلندن في المملكة المتحدة - 6 يونيو 2015 بغلاسكو في المملكة المتحدة) هو لاعب كرة قدم بريطاني في مركز قلب الدفاع. شارك مع منتخب اسكتلندا لكرة القدم. أما مع النوادي، فقد لعب مع نادي بارتيك ثيسل ونادي رينجرز ورابطة كرة القدم الاسكتلندية الحادية عشر ‏ ونادي غرينوك مورتون.

## مسيرته الكروية
لعب كولن جاكسون خلال مسيرته الاحترافية مع نادِ واحدٍ في سبعة عشر موسمًا وسجل خلالها 24 هدفًا ضمن 341 مباراة. حيث فاز في ستة مواسم بالكأس وفي ثلاثة مواسم بالدوري.
خاض كولن جاكسون مسيرته مع نادي رينجرز في موسم 1965–66 ليلعب معه سبعة عشر موسمًا، مشاركًا في 341 مباراة سجل خلالها 24 هدفًا.

## وصلات خارجية
- كولن جاكسون على موقع الاتحاد الإسكتلندي (الإنجليزية)
- كولن جاكسون على موقع قاعدة بيانات كرة القدم.إي يو (الإنجليزية)
- كولن جاكسون على موقع ناشيونال فوتبول تيمز (الإنجليزية)